# Kerry McCarthy
Kerry McCarthy, née le 26 mars 1965 à Luton, est une femme politique britannique, membre du Parti travailliste.
Elle est ministre d’État au Climat dans le gouvernement Starmer depuis le 9 juillet 2024.

## Biographie
Elle naît dans une famille de la classe ouvrière ; son père, ouvrier dans l'industrie du bâtiment, soutient le Parti conservateur.
Elle étudie le russe, les sciences politiques et la linguistique à l'université de Liverpool, puis le droit à l'université Guildlhall de Londres et devient solicitor (avocate), spécialisée en droit des marchés financiers. Membre du syndicat Transport and General Workers' Union et du Parti coopératif (un parti politique social-démocrate affilié au Parti travailliste), ainsi que de la Société fabienne (organisation socialiste), elle est conseillère municipale pendant cinq ans à Luton, dans le sud-est de l'Angleterre, avant d'entrer en politique nationale.
Elle est élue membre du Parlement (députée) de la circonscription de Bristol-est à la Chambre des communes lors des élections générales de 2005, sous l'étiquette travailliste. Végétarienne depuis 1981 puis végane depuis 1992, et vice-présidente de la Ligue contre les sports cruels, elle prend la parole plusieurs fois au Parlement sur la question du bien-être animal, ainsi que sur l'impact environnemental de l'élevage. En 2011, elle s'exprime sur le véganisme à la Chambre à l'occasion de la Journée internationale du végétalisme,. Elle conserve son siège de députée lors des élections législatives de 2010, qui marquent la fin de treize ans de gouvernement travailliste, et le retour au pouvoir du Parti conservateur. Sur les bancs de l'opposition, elle est nommée ministre fantôme assistante au Travail et aux Retraites de mai à octobre 2010, puis au Trésor public jusqu'en octobre 2011, puis aux Affaires étrangères, chargée notamment des relations avec les pays d'Amérique du Sud et d'Asie, et des questions des droits de l'homme à l'international, jusqu'en septembre 2015,,. En 2012, elle introduit une proposition de loi pour réduire le gaspillage alimentaire, en exigeant que les supermarchés reversent leurs invendus comestibles à des associations caritatives. La proposition n'ayant pas abouti, elle l'introduit à nouveau en septembre 2015.
Réélue députée en 2015, elle soutient la candidature d'Andy Burnham à la tête du Parti travailliste et donc au poste de chef de l'opposition parlementaire. Burnham est battu par Jeremy Corbyn, issu de l'aile gauche radicale du parti. Corbyn rassemble les différents courants du parti pour constituer son Cabinet fantôme. Il nomme Kerry McCarthy au poste de ministre fantôme de l'Environnement, de l'Alimentation et des Affaires rurales. Alors que sa nomination suscite l'hostilité de certains fermiers en raison de son véganisme, elle indique que ses priorités incluront la promotion d'une production agricole durable et écologiquement soutenable ; accroître l'efficacité des productions agricoles au moyen des nouvelles technologies ; s'assurer que les fermiers puissent vendre leurs produits à des prix plus justes auprès de la grande distribution ; réduire « l'utilisation excessive » d'antibiotiques polluants sur les fermes ; et améliorer le bien-être animal dans les filières agricoles. Elle démissionne du Cabinet fantôme en juin 2016, expliquant qu'elle ne pense pas que Jeremy Corbyn puisse mener le parti à la victoire.